# Lancia Delta (2008)
Pour les articles homonymes, voir Lancia Delta.
 (avril 2023).
Si vous disposez d'ouvrages ou d'articles de référence ou si vous connaissez des sites web de qualité traitant du thème abordé ici, merci de compléter l'article en donnant les références utiles à sa vérifiabilité et en les liant à la section « Notes et références ».
Issue du prototype Lancia Delta HPE présenté en octobre 2006 au Mondial de l'automobile de Paris, la Lancia Delta est une compacte du constructeur automobile italien Lancia, dévoilée en avant-première au Salon international de l'automobile de Genève en mars 2008 dans sa configuration finale extérieure et intérieure. Sa commercialisation a débuté le 11 juillet 2008.
Sa production a pris fin en 2014 afin de laisser la place, sur les chaînes de l'usine de Cassino où elle était assemblée, à l'Alfa Romeo Giulia. La Lancia Delta III a été commercialisée sous le label Chrysler Delta au Royaume-Uni et Irlande.

## Style

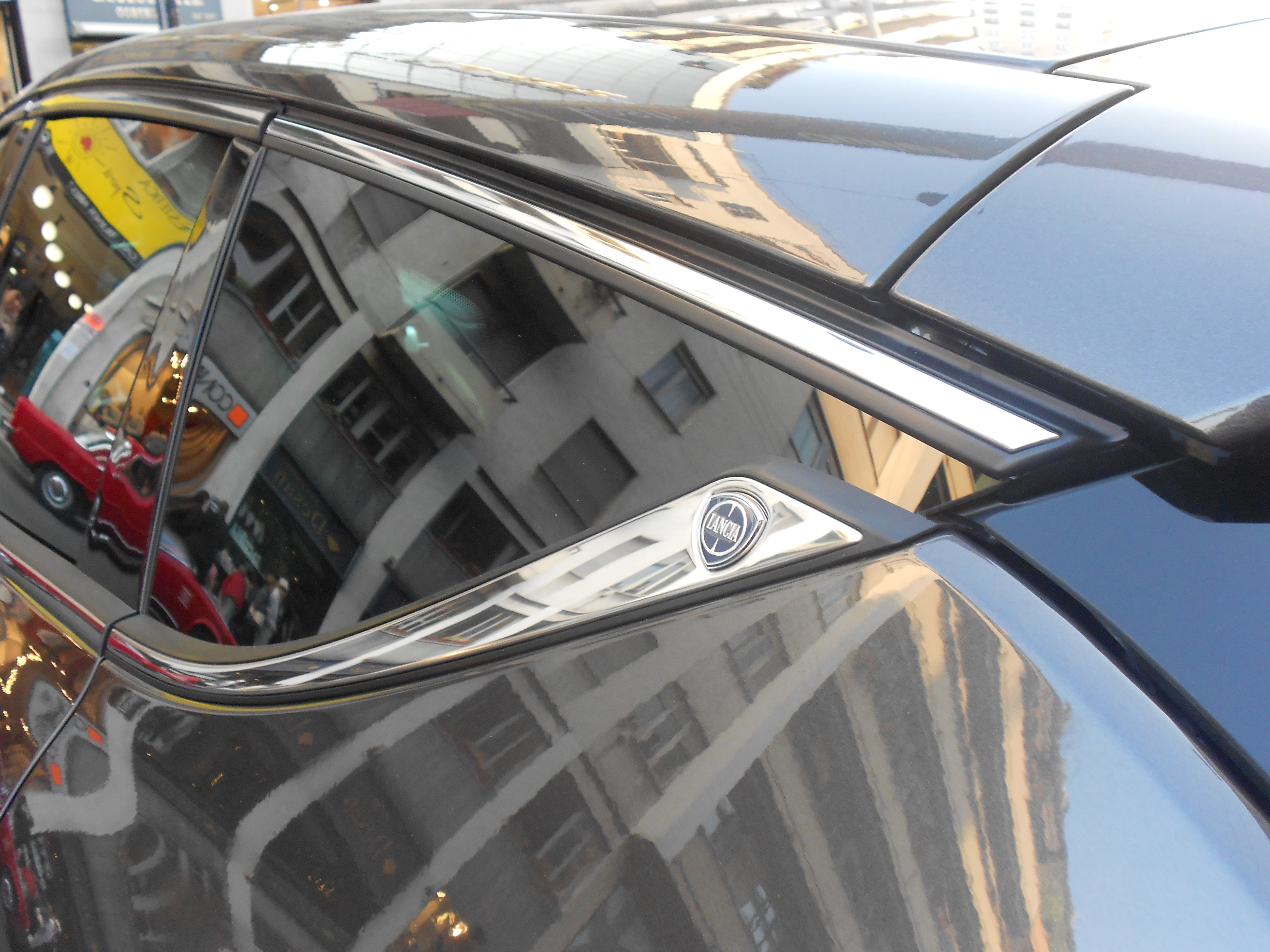
Arrière Lancia Delta III

Dessinée par Centro Stile Lancia, la Delta se place par sa longueur au sommet du segment des compactes. La nouvelle Delta mesure 4,52 m de long pour une largeur de 1,80 m et une hauteur de 1,50 m. Dimensions qui, avec un empattement de 2,70 m, assurent une vaste habitabilité pour la catégorie. Elle est construite sur la plate-forme Fiat C2.
Éloignée des traits anguleux des précédentes versions, la Delta III affiche un look plus en hauteur.

## Motorisations
Les moteurs de la Lancia Delta sont tous suralimentés, associés à une boîte à 6 vitesses de série et répondant aux normes Euro 5. La gamme de la Delta se compose ainsi :

### Motorisations essence
La Delta dispose de trois moteurs turbo-essence : les moteurs Fiat 1.4 T-Jet et 1.8 T-Jet à injection directe high-precision (apparu au mois de mars 2009), conformes Euro 5. Ce dernier est couplé avec une transmission automatique séquentielle à 6 rapports Selespeed.

### Motorisations GPL
En octobre 2009, Lancia a présenté la nouvelle Delta Turbo EcoChic disposant d'une alimentation mixte essence/GPL. Le moteur est un bloc Fiat 1,4 litre turbocompressé spécifique de 120 ch DIN, traité pour le fonctionnement au gaz, et dont l'autonomie est de 1 413 km. Le système est dû au spécialiste italien en la matière, la société Landi Renzo, et est installé directement en usine, ce qui a rendu possible une homologation constructeur. Les rejets de CO2 sont limités à 134 grammes[style à revoir] au lieu des 149 du moteur essence[réf. nécessaire].

### Motorisations diesel
Tous les moteurs diesels ont été homologués en mars 2009 pour obtenir la conformité à la norme Euro 5. La version 1,6 litre est disponible avec une boîte manuelle à six rapports ou automatique Selectronic (uniquement 120 ch). Les moteurs 1.9 Biturbo et 2.0 Multijet ne sont disponibles qu'avec une boîte manuelle à six rapports. Tous les modèles sont équipés de filtre à particules de série.

### Caractéristiques
|                            | 1.6                    | 1.6                    | 1.6                    | 1.9                    | 2.0                    | 1.4                    | 1.4                    | 1.4                    | 1.4                    | 1.8                    |
| -------------------------- | ---------------------- | ---------------------- | ---------------------- | ---------------------- | ---------------------- | ---------------------- | ---------------------- | ---------------------- | ---------------------- | ---------------------- |
| Moteur                     | 4 cylindres            | 4 cylindres            | 4 cylindres            | 4 cylindres            | 4 cylindres            | 4 cylindres            | 4 cylindres            | 4 cylindres            | 4 cylindres            | 4 cylindres            |
| Cylindrée                  | 1 598                  | 1 598                  | 1 598                  | 1910                   | 1956                   | 1 368                  | 1 368                  | 1 368                  | 1 368                  | 1742                   |
| Puissance maxi             | 105 ch à 4 000 tr/min  | 120 ch à 4 000 tr/min  | 120 ch à 4 000 tr/min  | 190 ch à 4 000 tr/min  | 165 ch à 4 000 tr/min  | 120 ch à 5 000 tr/min  | 120 ch à 5 000 tr/min  | 140 ch à 5 000 tr/min  | 150 ch à 5 500 tr/min  | 200 ch à 5 000 tr/min  |
| Couple maxi                | 300 N m à 1 500 tr/min | 300 N m à 1 500 tr/min | 300 N m à 1 500 tr/min | 400 N m à 2 000 tr/min | 360 N m à 1 750 tr/min | 206 N m à 1 750 tr/min | 206 N m à 1 750 tr/min | 230 N m à 1 750 tr/min | 206 N m à 2 250 tr/min | 320 N m à 2 000 tr/min |
| Boîte de vitesses          | BVM6                   | BVM6                   | BVA6                   | BVM6                   | BVM6                   | BVM6                   | BVM6                   | BVM6                   | BVM6                   | BVA6                   |
| Vitesse maxi               | 187                    | 194                    | 194                    | 222                    | 214                    | 195                    | 195                    | 203                    | 210                    | 235                    |
| 0-100 km/h                 | 11,3                   | 10,7                   | 10,7                   | 7,9                    | 8,5                    | 9,8                    | 9,8                    | 9,2                    | 8,7                    | 7,4                    |
| Consommation (en L/100 km) | 4,4                    | 4,9                    | 4,6                    | 5,7                    | 5,3                    | 8,3                    | 6,6                    | 5,7                    | 7,0                    | 7,8                    |
| Émissions de CO2 (en g/km) | 115                    | 130                    | 120                    | 149                    | 139                    | 134                    | 149                    | 132                    | 165                    | 185                    |

## Équipements

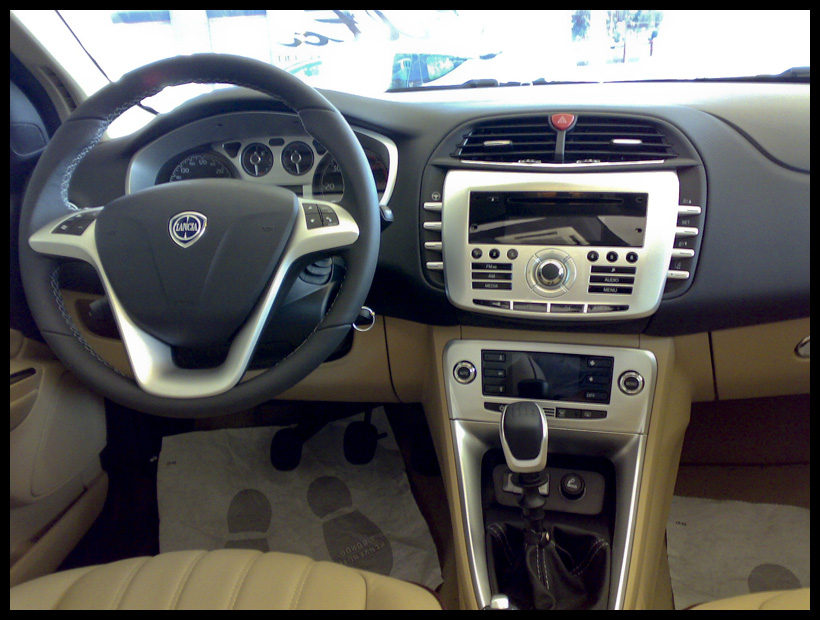
Intérieur en cuir Poltrona Frau

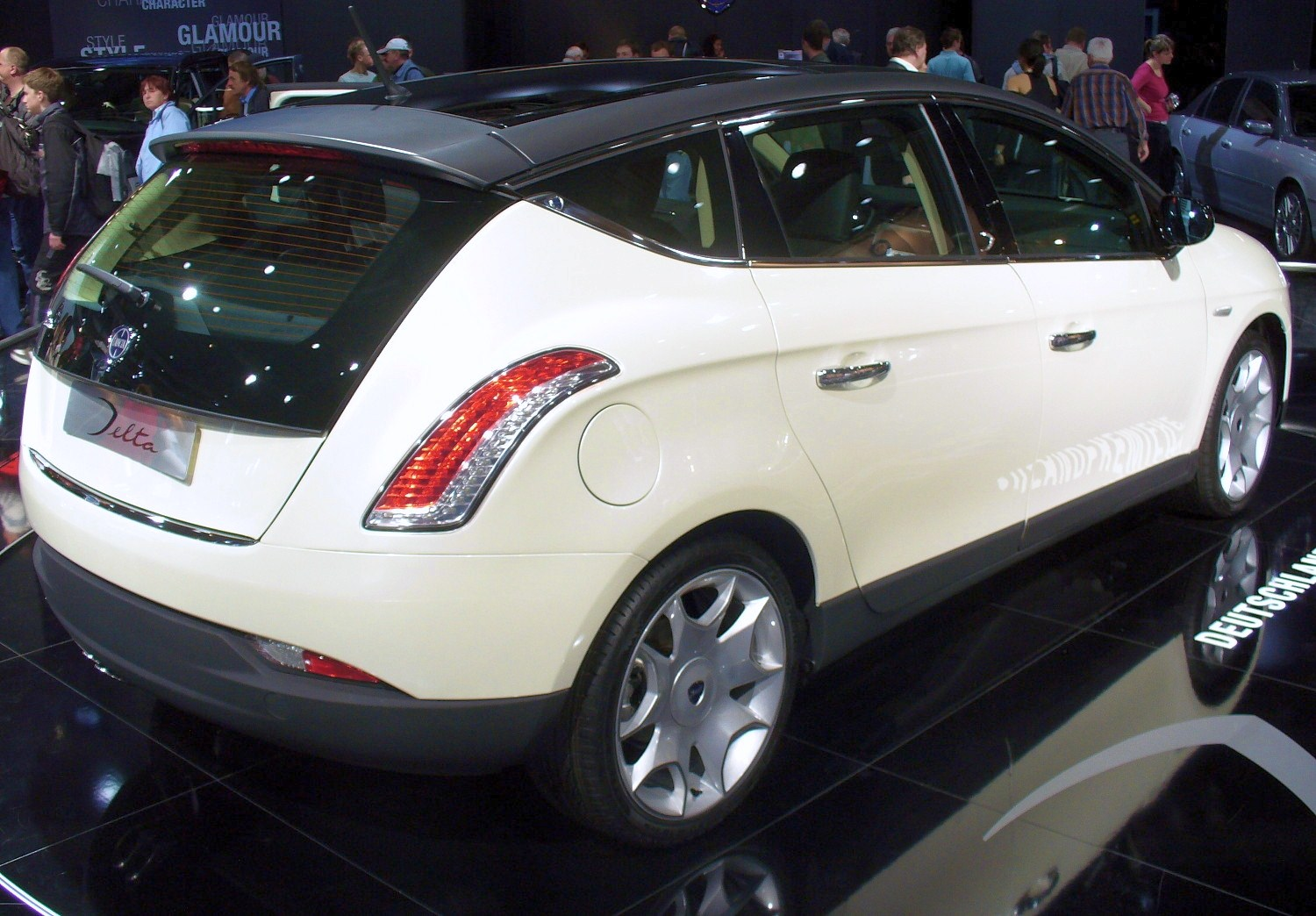
Lancia Delta III

Dans la liste des équipements, on y voit le système Blue&Me, une sonorisation Bose MP3, une navigation Magneti-Marelli de nouvelle génération, une sellerie cuir Poltrona Frau, toit ouvrant en verre Granluce, une suspension adaptative, la peinture bicolore, l'alerte de franchissement de ligne, ainsi que l'assistance au stationnement (2009) et une boîte manuelle et robotisée à double embrayage DDC prévue pour fin 2009. Les équipements de série au lancement en détail par finition sont :
| - Finition Oro (à partir de 21 500 €) | - Finition Platino (à partir 23 500 €) | - Finition Di Lusso (à partir de 28 000 € avec motorisation T-Jet 150) |
| --- | --- | --- |
| - 7 airbags : conducteur, passager, latéraux, rideaux et genoux - ABS avec répartiteur de freinage - Accoudoir avant avec compartiment réfrigéré - Antivol - Autoradio CD à lecture MP3 avec 6 HP et commandes au volant - Banquette rabattable 2/3-1/3, coulissante et à dossiers inclinables avec 3 appuie-tête - Climatisation automatique bi-zone avec capteur - Condamnation centralisée des portes avec télécommande - Direction active - Direction assistée électrique avec fonction City - Éclairage du coffre - Essuie-glace arrière intermittent avec fonction lavage intelligent - Extinction différée des projecteurs Follow me Home - Feux avant et arrière à diodes électroluminescentes - Fixations ISOFIX pour siège enfant - Jantes alliage 16 pouces Classic - Lève-vitres avant et arrière à commande électrique - Ordinateur de bord - Projecteurs antibrouillard avant avec fonction d'assistance à la manœuvre cornering - Réglage de l'assiette des phares - Régulateur de vitesse - Rétroviseurs extérieurs électriques dégivrant - Roue de secours galette - Siège conducteur à réglage lombaire - Sièges conducteur et passager réglables en hauteur et en profondeur - Système de contrôle de la stabilité avec ASR (Anti Slip Regulation) - Système d'aide au démarrage en côte - VIP Service - Vitres teintées - Volant et pommeau de levier de vitesses gainés de cuir - Volant réglable en hauteur et en profondeur | - Équipements de la finition Oro - Capteur de luminosité et de pluie - Contour supérieur de vitres chromé - Lunette et vitres latérales AR sur-teintées - Ordinateur de bord à affichage multifonctions - Radar de recul - Régulateur de vitesse - Roue de secours galette - Sellerie Alcantara et cuir - Toit ouvrant vitré panoramique GranLuce à commande électrique - Vitres teintées | - Équipements de la finition Platino - Accoudoir AR avec rangement - Cuir pleine fleur Poltrona Frau - Jantes alliage 17 pouces Dynamic - Peinture Bicolore - Système de navigation GPS à cartographie par GPS avec écran couleur 17 cm, prise pour lecteur MP3, connexion Bluetooth pour téléphone GSM et commandes vocales - Rétroviseur intérieur photochromatique |

La nouvelle Delta est disponible depuis l'été 2008 sur le marché français.